# Adrian Lamo
Adrián Alfonso Lamo Atwood (20 tháng 2 năm 1981 - 14 tháng 3 năm 2018) là một nhà phân tích mối đe dọa của Mỹ và tin tặc. Lamo lần đầu tiên thu hút sự chú ý của truyền thông vì đã xâm nhập vào một số mạng máy tính cao cấp, bao gồm cả các mạng của Thời báo New York, Yahoo! và Microsoft, đỉnh điểm là vụ bắt giữ năm 2003.
Lamo được biết đến nhiều nhất khi báo cáo lính Mỹ Chelsea Manning cho các nhà điều tra tội phạm của quân đội năm 2010 vì đã rò rỉ hàng trăm ngàn tài liệu nhạy cảm của chính phủ Hoa Kỳ cho WikiLeaks. Lamo qua đời vào ngày 14 tháng 3 năm 2018 ở tuổi 37.